# Kung Rane
Kung Rane är en mytologisk person som har gett namn åt kung Ranes hög vid Flistads kyrka, Västergötland, och fornborgen Raneslott i Lur socken, Bohuslän. Han nämns också i en berättelse som utspelar sig vid Stenehed i Munkedals kommun och på den plats där Svarteborgs kyrka numera ligger. I Svarteborg fanns tidigare ett motell som hette Kung Rane och låg vid den dåvarande vägen E6. Motellet är nedlagt sedan E6 fått ny sträckning och är idag ett vårdhem med samma namn.
Enligt legenden ville drottning Hud gifta sig med kung Rane. Efter viss tvekan tackade han ja. På bröllopsdagen hade han dock ångrat sig och red ut på jakt. När drottningen med bröllopsfölje anlände till Ranes borg fann de att han inte var hemma. Drottningen lät då bränna ner borgen. När borgen var nerbrunnen och de skulle bege sig därifrån ska hon ha yttrat orden: ”Hittills har du hetat Raneborg men hädanefter skall du heta Svarteborg”.
När kungen såg vad som hade hänt red han efter drottningens följe. Han kom ikapp dem när de hade stannat vid en källa för att dricka. Kungen överföll drottningen och klöv hennes huvud med sitt svärd. Hennes sällskap flydde, men kungen red ifatt dem och dödade alla. Enligt sägnen ligger drottningen begravd vid gården Hud, strax söder om Huds moar, 5 km norr om Rabbalshede, där en sten, "Drottningstenen", sägs markera graven. Hennes sällskap av krigare skall enligt sägnen ligga begravt vid Stenehed.